# Scinax castroviejoi
Scinax castroviejoi es una especie de anfibios de la familia Hylidae.
Habita en Bolivia y posiblemente en Argentina.
Sus hábitats naturales incluyen bosques tropicales o subtropicales secos, montanos secos, lagos de agua dulce, marismas de agua dulce, corrientes intermitentes de agua y estanques. Está amenazada de extinción por la destrucción de su hábitat natural.